# Arville (Assesse)
Pour les articles homonymes, voir Arville.
Arville est un hameau de la province de Namur (Belgique) traversé par le ruisseau du même nom. Autrefois rattaché à Faulx-les-Tombes il fait aujourd’hui administrativement partie des communes d’Assesse, et de Gesves région wallonne de Belgique.

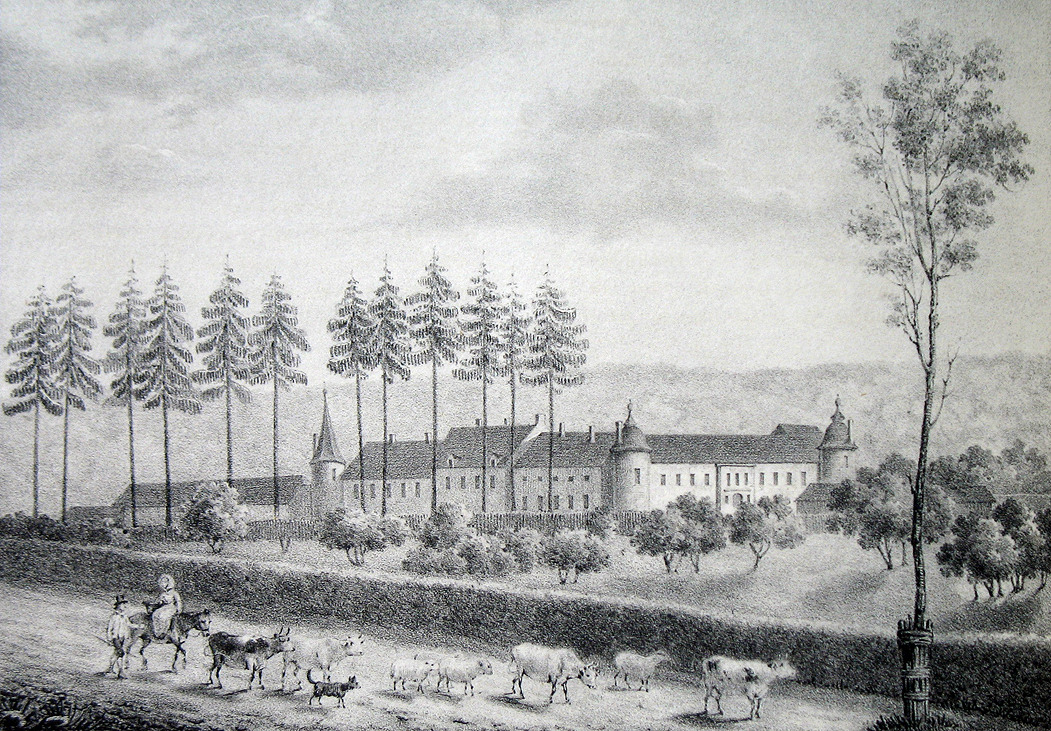
Le château d'Arville au début du XVIIIe siècle

## Patrimoine
attention aussi bien le château que les sources sont sur la commune de Faulx les Tombes, entité de Gesves et pas sur Assesse !
- le château d’Arville, construit en 1616, appartient (avec la chapelle de Mont-Sainte-Marie) à la famille de Liedekerke.  Le domaine est aujourd’hui un centre hippique important.
- les sources minérales d’Arville. Alexandre Matton organise l'exploitation commerciale de la source d'eau minérale naturelle d'Arville, propriété du comte de Liedekerke et dont l'exploitation commence en 1911. En 1920, un sirop de grenadine, la « Boum », est créé. La société se transforme en SA en 1926 et Léon Marion reprend la direction. L'« Arville grenadine » et l'« Arville citron » font leur apparition. À la fin de la Seconde Guerre mondiale elle est reprise par la brasserie "Impérial". « Arvilor» une orangeade, «Ma pomme » (en référence à la chanson de Maurice Chevalier), « Peppermint », viennent compléter la gamme. Reprise par un groupe brassicole dans les années 1960 puis perdant son produit traditionnel local, la Société des sources minérales d’Arville ferme ses portes en 1971[1]